# Albert Otto von Pflugk
Albert Otto von Pflugk (* 9. August 1866 in Dresden; † 28. April 1946 ebenda) war ein deutscher Augenarzt, Hochschullehrer und Brillensammler.

## Leben
Pflugk wurde als Angehöriger der sächsischen Linie des sächsisch-böhmischen Uradelsgeschlecht Pflugk geboren.
Er habilitierte sich 1893 an der Tierärztlichen Hochschule in Dresden mit einer Arbeit zum Thema Über die Akkommodation des Auges der Taube nebst Bemerkungen über die Akkommodation des Affen.
Er führte eine Augenklinik in der Quer-Allee 9 (heute: Erna-Berger-Straße 9), Dresden⊙.
Außerdem legte er eine umfangreiche Brillensammlung an, die im Optischen Museum Jena ausgestellt ist.
Über die aus dieser Sammlung gewonnenen Kenntnisse schrieb er mehrere Bücher.
Am 23. Oktober 1914 unterschrieb Pflugk die Erklärung der Hochschullehrer des Deutschen Reiches.
Er war zu dieser Zeit Professor an der Tierärztlichen Hochschule Dresden.
Pflugk wurde auf dem Urnenhain Tolkewitz beigesetzt⊙.

## Familie
Pflugk war das jüngste Kind von Ludwig Ferdinand von Pflugk (* 23. Juli 1809 in Dresden, † 1. Oktober 1869 ebenda) und Maria Theresia Leonora von Pflugk, geborene Michalesi (* 6. Mai 1831 in Bernburg an der Saale, † 11. Oktober 1913 in Dresden).
Das Ehepaar hatte fünf Kinder:
- Ludovika Maria (* 16. September 1857 in Dresden, † 26. Februar 1913 in Genf, Schweiz), verheiratet mit Emil Irmscher (* 1851 in Dresden, † 5. Mai 1898 ebenda)
- Wilhelm Karl Ludwig von Pflugk (10. April 1861 in Dresden, † 6. Januar 1918 ebenda)
- Helene Marie Therese (* 20. September 1862 in Dresden, † 26. November 1918 ebenda), verheiratet mit Lorenz Riese (* 17. März 1834 in Mainz, † 1907)
- Walter Siegismund (* 17. April 1864 in Dresden, † 27. Mai 1936 ebenda), verheiratet mit Maria Blass (* 14. August 1878 in Leipzig)
- Albert Otto, verheiratet mit Ida Ottilie Margarethe Hippe (* 25. Dezember 1871)[9][2]

Pflugks Vater war von 1855 bis 1857 Polizeipräsident von Dresden.

## Vorfahren von Albert Otto von Pflugk
| Otto Pflugk zu Strehla und Creynitz * 30. September 1543, † 10. April 1603 in Dresden                                                     | Otto Pflugk zu Strehla und Creynitz * 30. September 1543, † 10. April 1603 in Dresden                                                     | Otto Pflugk zu Strehla und Creynitz * 30. September 1543, † 10. April 1603 in Dresden                                                     | Otto Pflugk zu Strehla und Creynitz * 30. September 1543, † 10. April 1603 in Dresden                                                     | Otto Pflugk zu Strehla und Creynitz * 30. September 1543, † 10. April 1603 in Dresden                                                     | Otto Pflugk zu Strehla und Creynitz * 30. September 1543, † 10. April 1603 in Dresden                                                     |  |  |  |  | ⚭ 16. September 1572 mit Margareta a.d.H. Mutzschen von Starschedel * vor 1531 in Mutzschen, Tochter des Heinrich von Starschedel, † nach 1603                                                                                   | ⚭ 16. September 1572 mit Margareta a.d.H. Mutzschen von Starschedel * vor 1531 in Mutzschen, Tochter des Heinrich von Starschedel, † nach 1603                                                                                   | ⚭ 16. September 1572 mit Margareta a.d.H. Mutzschen von Starschedel * vor 1531 in Mutzschen, Tochter des Heinrich von Starschedel, † nach 1603                                                                                   | ⚭ 16. September 1572 mit Margareta a.d.H. Mutzschen von Starschedel * vor 1531 in Mutzschen, Tochter des Heinrich von Starschedel, † nach 1603                                                                                   | ⚭ 16. September 1572 mit Margareta a.d.H. Mutzschen von Starschedel * vor 1531 in Mutzschen, Tochter des Heinrich von Starschedel, † nach 1603                                                                                   | ⚭ 16. September 1572 mit Margareta a.d.H. Mutzschen von Starschedel * vor 1531 in Mutzschen, Tochter des Heinrich von Starschedel, † nach 1603                                                                                   |
| Otto Pflugk zu Strehla und Creynitz * 30. September 1543, † 10. April 1603 in Dresden                                                     | Otto Pflugk zu Strehla und Creynitz * 30. September 1543, † 10. April 1603 in Dresden                                                     | Otto Pflugk zu Strehla und Creynitz * 30. September 1543, † 10. April 1603 in Dresden                                                     | Otto Pflugk zu Strehla und Creynitz * 30. September 1543, † 10. April 1603 in Dresden                                                     | Otto Pflugk zu Strehla und Creynitz * 30. September 1543, † 10. April 1603 in Dresden                                                     | Otto Pflugk zu Strehla und Creynitz * 30. September 1543, † 10. April 1603 in Dresden                                                     |  |  |  |  | ⚭ 16. September 1572 mit Margareta a.d.H. Mutzschen von Starschedel * vor 1531 in Mutzschen, Tochter des Heinrich von Starschedel, † nach 1603                                                                                   | ⚭ 16. September 1572 mit Margareta a.d.H. Mutzschen von Starschedel * vor 1531 in Mutzschen, Tochter des Heinrich von Starschedel, † nach 1603                                                                                   | ⚭ 16. September 1572 mit Margareta a.d.H. Mutzschen von Starschedel * vor 1531 in Mutzschen, Tochter des Heinrich von Starschedel, † nach 1603                                                                                   | ⚭ 16. September 1572 mit Margareta a.d.H. Mutzschen von Starschedel * vor 1531 in Mutzschen, Tochter des Heinrich von Starschedel, † nach 1603                                                                                   | ⚭ 16. September 1572 mit Margareta a.d.H. Mutzschen von Starschedel * vor 1531 in Mutzschen, Tochter des Heinrich von Starschedel, † nach 1603                                                                                   | ⚭ 16. September 1572 mit Margareta a.d.H. Mutzschen von Starschedel * vor 1531 in Mutzschen, Tochter des Heinrich von Starschedel, † nach 1603                                                                                   |
| | | | | | |  |  |  |  | | | | | | |
| Otto Heinrich Pflugk zu Strehla und Creynitz * 22. November 1579 in Strehla, † 3. April 1622 in Strehla                                   | Otto Heinrich Pflugk zu Strehla und Creynitz * 22. November 1579 in Strehla, † 3. April 1622 in Strehla                                   | Otto Heinrich Pflugk zu Strehla und Creynitz * 22. November 1579 in Strehla, † 3. April 1622 in Strehla                                   | Otto Heinrich Pflugk zu Strehla und Creynitz * 22. November 1579 in Strehla, † 3. April 1622 in Strehla                                   | Otto Heinrich Pflugk zu Strehla und Creynitz * 22. November 1579 in Strehla, † 3. April 1622 in Strehla                                   | Otto Heinrich Pflugk zu Strehla und Creynitz * 22. November 1579 in Strehla, † 3. April 1622 in Strehla                                   |  |  |  |  | ⚭ 6. September 1600 mit Ursula von Starschedel * ca. 1581 in Borna, † 2. Juni 1623, Tochter von Innocent von Starschedel und Sara von Schleinitz a.d.H. Hoff                                                                     | ⚭ 6. September 1600 mit Ursula von Starschedel * ca. 1581 in Borna, † 2. Juni 1623, Tochter von Innocent von Starschedel und Sara von Schleinitz a.d.H. Hoff                                                                     | ⚭ 6. September 1600 mit Ursula von Starschedel * ca. 1581 in Borna, † 2. Juni 1623, Tochter von Innocent von Starschedel und Sara von Schleinitz a.d.H. Hoff                                                                     | ⚭ 6. September 1600 mit Ursula von Starschedel * ca. 1581 in Borna, † 2. Juni 1623, Tochter von Innocent von Starschedel und Sara von Schleinitz a.d.H. Hoff                                                                     | ⚭ 6. September 1600 mit Ursula von Starschedel * ca. 1581 in Borna, † 2. Juni 1623, Tochter von Innocent von Starschedel und Sara von Schleinitz a.d.H. Hoff                                                                     | ⚭ 6. September 1600 mit Ursula von Starschedel * ca. 1581 in Borna, † 2. Juni 1623, Tochter von Innocent von Starschedel und Sara von Schleinitz a.d.H. Hoff                                                                     |
| Otto Heinrich Pflugk zu Strehla und Creynitz * 22. November 1579 in Strehla, † 3. April 1622 in Strehla                                   | Otto Heinrich Pflugk zu Strehla und Creynitz * 22. November 1579 in Strehla, † 3. April 1622 in Strehla                                   | Otto Heinrich Pflugk zu Strehla und Creynitz * 22. November 1579 in Strehla, † 3. April 1622 in Strehla                                   | Otto Heinrich Pflugk zu Strehla und Creynitz * 22. November 1579 in Strehla, † 3. April 1622 in Strehla                                   | Otto Heinrich Pflugk zu Strehla und Creynitz * 22. November 1579 in Strehla, † 3. April 1622 in Strehla                                   | Otto Heinrich Pflugk zu Strehla und Creynitz * 22. November 1579 in Strehla, † 3. April 1622 in Strehla                                   |  |  |  |  | ⚭ 6. September 1600 mit Ursula von Starschedel * ca. 1581 in Borna, † 2. Juni 1623, Tochter von Innocent von Starschedel und Sara von Schleinitz a.d.H. Hoff                                                                     | ⚭ 6. September 1600 mit Ursula von Starschedel * ca. 1581 in Borna, † 2. Juni 1623, Tochter von Innocent von Starschedel und Sara von Schleinitz a.d.H. Hoff                                                                     | ⚭ 6. September 1600 mit Ursula von Starschedel * ca. 1581 in Borna, † 2. Juni 1623, Tochter von Innocent von Starschedel und Sara von Schleinitz a.d.H. Hoff                                                                     | ⚭ 6. September 1600 mit Ursula von Starschedel * ca. 1581 in Borna, † 2. Juni 1623, Tochter von Innocent von Starschedel und Sara von Schleinitz a.d.H. Hoff                                                                     | ⚭ 6. September 1600 mit Ursula von Starschedel * ca. 1581 in Borna, † 2. Juni 1623, Tochter von Innocent von Starschedel und Sara von Schleinitz a.d.H. Hoff                                                                     | ⚭ 6. September 1600 mit Ursula von Starschedel * ca. 1581 in Borna, † 2. Juni 1623, Tochter von Innocent von Starschedel und Sara von Schleinitz a.d.H. Hoff                                                                     |
| | | | | | |  |  |  |  | | | | | | |
| Otto Heinrich Pflugk * 19. Dezember 1615 in Strehla, † 20. Mai 1670 in Kreinitz                                                           | Otto Heinrich Pflugk * 19. Dezember 1615 in Strehla, † 20. Mai 1670 in Kreinitz                                                           | Otto Heinrich Pflugk * 19. Dezember 1615 in Strehla, † 20. Mai 1670 in Kreinitz                                                           | Otto Heinrich Pflugk * 19. Dezember 1615 in Strehla, † 20. Mai 1670 in Kreinitz                                                           | Otto Heinrich Pflugk * 19. Dezember 1615 in Strehla, † 20. Mai 1670 in Kreinitz                                                           | Otto Heinrich Pflugk * 19. Dezember 1615 in Strehla, † 20. Mai 1670 in Kreinitz                                                           |  |  |  |  | ⚭ 16. September 1638 in Frauenhain mit Martha Pflugk * ca. 1621 in Frauenhain, † 16. September 1658, Tochter von Otto Pflugk und Perpetua Brigitte von der Sahla                                                                 | ⚭ 16. September 1638 in Frauenhain mit Martha Pflugk * ca. 1621 in Frauenhain, † 16. September 1658, Tochter von Otto Pflugk und Perpetua Brigitte von der Sahla                                                                 | ⚭ 16. September 1638 in Frauenhain mit Martha Pflugk * ca. 1621 in Frauenhain, † 16. September 1658, Tochter von Otto Pflugk und Perpetua Brigitte von der Sahla                                                                 | ⚭ 16. September 1638 in Frauenhain mit Martha Pflugk * ca. 1621 in Frauenhain, † 16. September 1658, Tochter von Otto Pflugk und Perpetua Brigitte von der Sahla                                                                 | ⚭ 16. September 1638 in Frauenhain mit Martha Pflugk * ca. 1621 in Frauenhain, † 16. September 1658, Tochter von Otto Pflugk und Perpetua Brigitte von der Sahla                                                                 | ⚭ 16. September 1638 in Frauenhain mit Martha Pflugk * ca. 1621 in Frauenhain, † 16. September 1658, Tochter von Otto Pflugk und Perpetua Brigitte von der Sahla                                                                 |
| Otto Heinrich Pflugk * 19. Dezember 1615 in Strehla, † 20. Mai 1670 in Kreinitz                                                           | Otto Heinrich Pflugk * 19. Dezember 1615 in Strehla, † 20. Mai 1670 in Kreinitz                                                           | Otto Heinrich Pflugk * 19. Dezember 1615 in Strehla, † 20. Mai 1670 in Kreinitz                                                           | Otto Heinrich Pflugk * 19. Dezember 1615 in Strehla, † 20. Mai 1670 in Kreinitz                                                           | Otto Heinrich Pflugk * 19. Dezember 1615 in Strehla, † 20. Mai 1670 in Kreinitz                                                           | Otto Heinrich Pflugk * 19. Dezember 1615 in Strehla, † 20. Mai 1670 in Kreinitz                                                           |  |  |  |  | ⚭ 16. September 1638 in Frauenhain mit Martha Pflugk * ca. 1621 in Frauenhain, † 16. September 1658, Tochter von Otto Pflugk und Perpetua Brigitte von der Sahla                                                                 | ⚭ 16. September 1638 in Frauenhain mit Martha Pflugk * ca. 1621 in Frauenhain, † 16. September 1658, Tochter von Otto Pflugk und Perpetua Brigitte von der Sahla                                                                 | ⚭ 16. September 1638 in Frauenhain mit Martha Pflugk * ca. 1621 in Frauenhain, † 16. September 1658, Tochter von Otto Pflugk und Perpetua Brigitte von der Sahla                                                                 | ⚭ 16. September 1638 in Frauenhain mit Martha Pflugk * ca. 1621 in Frauenhain, † 16. September 1658, Tochter von Otto Pflugk und Perpetua Brigitte von der Sahla                                                                 | ⚭ 16. September 1638 in Frauenhain mit Martha Pflugk * ca. 1621 in Frauenhain, † 16. September 1658, Tochter von Otto Pflugk und Perpetua Brigitte von der Sahla                                                                 | ⚭ 16. September 1638 in Frauenhain mit Martha Pflugk * ca. 1621 in Frauenhain, † 16. September 1658, Tochter von Otto Pflugk und Perpetua Brigitte von der Sahla                                                                 |
| | | | | | |  |  |  |  | | | | | | |
| Hans Siegmund Pflugk * 11. Oktober 1649 in Kreinitz, † 24. Dezember 1710 in Dresden                                                       | Hans Siegmund Pflugk * 11. Oktober 1649 in Kreinitz, † 24. Dezember 1710 in Dresden                                                       | Hans Siegmund Pflugk * 11. Oktober 1649 in Kreinitz, † 24. Dezember 1710 in Dresden                                                       | Hans Siegmund Pflugk * 11. Oktober 1649 in Kreinitz, † 24. Dezember 1710 in Dresden                                                       | Hans Siegmund Pflugk * 11. Oktober 1649 in Kreinitz, † 24. Dezember 1710 in Dresden                                                       | Hans Siegmund Pflugk * 11. Oktober 1649 in Kreinitz, † 24. Dezember 1710 in Dresden                                                       |  |  |  |  | ⚭ mit Sophie Hedwig von Miltitz * 24. November 1674 in Scharfenberg Meißen, † 28. Oktober 1743 in Strehla, Tochter von Haubold von Miltitz und Anna Margarethe von Löser                                                         | ⚭ mit Sophie Hedwig von Miltitz * 24. November 1674 in Scharfenberg Meißen, † 28. Oktober 1743 in Strehla, Tochter von Haubold von Miltitz und Anna Margarethe von Löser                                                         | ⚭ mit Sophie Hedwig von Miltitz * 24. November 1674 in Scharfenberg Meißen, † 28. Oktober 1743 in Strehla, Tochter von Haubold von Miltitz und Anna Margarethe von Löser                                                         | ⚭ mit Sophie Hedwig von Miltitz * 24. November 1674 in Scharfenberg Meißen, † 28. Oktober 1743 in Strehla, Tochter von Haubold von Miltitz und Anna Margarethe von Löser                                                         | ⚭ mit Sophie Hedwig von Miltitz * 24. November 1674 in Scharfenberg Meißen, † 28. Oktober 1743 in Strehla, Tochter von Haubold von Miltitz und Anna Margarethe von Löser                                                         | ⚭ mit Sophie Hedwig von Miltitz * 24. November 1674 in Scharfenberg Meißen, † 28. Oktober 1743 in Strehla, Tochter von Haubold von Miltitz und Anna Margarethe von Löser                                                         |
| Hans Siegmund Pflugk * 11. Oktober 1649 in Kreinitz, † 24. Dezember 1710 in Dresden                                                       | Hans Siegmund Pflugk * 11. Oktober 1649 in Kreinitz, † 24. Dezember 1710 in Dresden                                                       | Hans Siegmund Pflugk * 11. Oktober 1649 in Kreinitz, † 24. Dezember 1710 in Dresden                                                       | Hans Siegmund Pflugk * 11. Oktober 1649 in Kreinitz, † 24. Dezember 1710 in Dresden                                                       | Hans Siegmund Pflugk * 11. Oktober 1649 in Kreinitz, † 24. Dezember 1710 in Dresden                                                       | Hans Siegmund Pflugk * 11. Oktober 1649 in Kreinitz, † 24. Dezember 1710 in Dresden                                                       |  |  |  |  | ⚭ mit Sophie Hedwig von Miltitz * 24. November 1674 in Scharfenberg Meißen, † 28. Oktober 1743 in Strehla, Tochter von Haubold von Miltitz und Anna Margarethe von Löser                                                         | ⚭ mit Sophie Hedwig von Miltitz * 24. November 1674 in Scharfenberg Meißen, † 28. Oktober 1743 in Strehla, Tochter von Haubold von Miltitz und Anna Margarethe von Löser                                                         | ⚭ mit Sophie Hedwig von Miltitz * 24. November 1674 in Scharfenberg Meißen, † 28. Oktober 1743 in Strehla, Tochter von Haubold von Miltitz und Anna Margarethe von Löser                                                         | ⚭ mit Sophie Hedwig von Miltitz * 24. November 1674 in Scharfenberg Meißen, † 28. Oktober 1743 in Strehla, Tochter von Haubold von Miltitz und Anna Margarethe von Löser                                                         | ⚭ mit Sophie Hedwig von Miltitz * 24. November 1674 in Scharfenberg Meißen, † 28. Oktober 1743 in Strehla, Tochter von Haubold von Miltitz und Anna Margarethe von Löser                                                         | ⚭ mit Sophie Hedwig von Miltitz * 24. November 1674 in Scharfenberg Meißen, † 28. Oktober 1743 in Strehla, Tochter von Haubold von Miltitz und Anna Margarethe von Löser                                                         |
| | | | | | |  |  |  |  | | | | | | |
| Dam Siegmund Pflugk * 3. Juni 1700 in Dresden, † 29. Dezember 1759                                                                        | Dam Siegmund Pflugk * 3. Juni 1700 in Dresden, † 29. Dezember 1759                                                                        | Dam Siegmund Pflugk * 3. Juni 1700 in Dresden, † 29. Dezember 1759                                                                        | Dam Siegmund Pflugk * 3. Juni 1700 in Dresden, † 29. Dezember 1759                                                                        | Dam Siegmund Pflugk * 3. Juni 1700 in Dresden, † 29. Dezember 1759                                                                        | Dam Siegmund Pflugk * 3. Juni 1700 in Dresden, † 29. Dezember 1759                                                                        |  |  |  |  | ⚭ mit Juliane Tugendreich von Thümen-Blankensee * 22. Dezember 1717 in Blankensee, † 4. März 1787 in Strehla | ⚭ mit Juliane Tugendreich von Thümen-Blankensee * 22. Dezember 1717 in Blankensee, † 4. März 1787 in Strehla | ⚭ mit Juliane Tugendreich von Thümen-Blankensee * 22. Dezember 1717 in Blankensee, † 4. März 1787 in Strehla | ⚭ mit Juliane Tugendreich von Thümen-Blankensee * 22. Dezember 1717 in Blankensee, † 4. März 1787 in Strehla | ⚭ mit Juliane Tugendreich von Thümen-Blankensee * 22. Dezember 1717 in Blankensee, † 4. März 1787 in Strehla | ⚭ mit Juliane Tugendreich von Thümen-Blankensee * 22. Dezember 1717 in Blankensee, † 4. März 1787 in Strehla |
| Dam Siegmund Pflugk * 3. Juni 1700 in Dresden, † 29. Dezember 1759                                                                        | Dam Siegmund Pflugk * 3. Juni 1700 in Dresden, † 29. Dezember 1759                                                                        | Dam Siegmund Pflugk * 3. Juni 1700 in Dresden, † 29. Dezember 1759                                                                        | Dam Siegmund Pflugk * 3. Juni 1700 in Dresden, † 29. Dezember 1759                                                                        | Dam Siegmund Pflugk * 3. Juni 1700 in Dresden, † 29. Dezember 1759                                                                        | Dam Siegmund Pflugk * 3. Juni 1700 in Dresden, † 29. Dezember 1759                                                                        |  |  |  |  | ⚭ mit Juliane Tugendreich von Thümen-Blankensee * 22. Dezember 1717 in Blankensee, † 4. März 1787 in Strehla | ⚭ mit Juliane Tugendreich von Thümen-Blankensee * 22. Dezember 1717 in Blankensee, † 4. März 1787 in Strehla | ⚭ mit Juliane Tugendreich von Thümen-Blankensee * 22. Dezember 1717 in Blankensee, † 4. März 1787 in Strehla | ⚭ mit Juliane Tugendreich von Thümen-Blankensee * 22. Dezember 1717 in Blankensee, † 4. März 1787 in Strehla | ⚭ mit Juliane Tugendreich von Thümen-Blankensee * 22. Dezember 1717 in Blankensee, † 4. März 1787 in Strehla | ⚭ mit Juliane Tugendreich von Thümen-Blankensee * 22. Dezember 1717 in Blankensee, † 4. März 1787 in Strehla |
| | | | | | |  |  |  |  | | | | | | |
| Wilhelm Siegmund Julius von Pflugk * 7. April 1739 in Strehla, † 3. Juli 1802 ebenda                                                      | Wilhelm Siegmund Julius von Pflugk * 7. April 1739 in Strehla, † 3. Juli 1802 ebenda                                                      | Wilhelm Siegmund Julius von Pflugk * 7. April 1739 in Strehla, † 3. Juli 1802 ebenda                                                      | Wilhelm Siegmund Julius von Pflugk * 7. April 1739 in Strehla, † 3. Juli 1802 ebenda                                                      | Wilhelm Siegmund Julius von Pflugk * 7. April 1739 in Strehla, † 3. Juli 1802 ebenda                                                      | Wilhelm Siegmund Julius von Pflugk * 7. April 1739 in Strehla, † 3. Juli 1802 ebenda                                                      |  |  |  |  | ⚭ 1766 (geschieden 1781) mit Augusta Friederika Freiin von Hagen * vor 1750, † 1784 | ⚭ 1766 (geschieden 1781) mit Augusta Friederika Freiin von Hagen * vor 1750, † 1784 | ⚭ 1766 (geschieden 1781) mit Augusta Friederika Freiin von Hagen * vor 1750, † 1784 | ⚭ 1766 (geschieden 1781) mit Augusta Friederika Freiin von Hagen * vor 1750, † 1784 | ⚭ 1766 (geschieden 1781) mit Augusta Friederika Freiin von Hagen * vor 1750, † 1784 | ⚭ 1766 (geschieden 1781) mit Augusta Friederika Freiin von Hagen * vor 1750, † 1784 |
| Wilhelm Siegmund Julius von Pflugk * 7. April 1739 in Strehla, † 3. Juli 1802 ebenda                                                      | Wilhelm Siegmund Julius von Pflugk * 7. April 1739 in Strehla, † 3. Juli 1802 ebenda                                                      | Wilhelm Siegmund Julius von Pflugk * 7. April 1739 in Strehla, † 3. Juli 1802 ebenda                                                      | Wilhelm Siegmund Julius von Pflugk * 7. April 1739 in Strehla, † 3. Juli 1802 ebenda                                                      | Wilhelm Siegmund Julius von Pflugk * 7. April 1739 in Strehla, † 3. Juli 1802 ebenda                                                      | Wilhelm Siegmund Julius von Pflugk * 7. April 1739 in Strehla, † 3. Juli 1802 ebenda                                                      |  |  |  |  | ⚭ 1766 (geschieden 1781) mit Augusta Friederika Freiin von Hagen * vor 1750, † 1784 | ⚭ 1766 (geschieden 1781) mit Augusta Friederika Freiin von Hagen * vor 1750, † 1784 | ⚭ 1766 (geschieden 1781) mit Augusta Friederika Freiin von Hagen * vor 1750, † 1784 | ⚭ 1766 (geschieden 1781) mit Augusta Friederika Freiin von Hagen * vor 1750, † 1784 | ⚭ 1766 (geschieden 1781) mit Augusta Friederika Freiin von Hagen * vor 1750, † 1784 | ⚭ 1766 (geschieden 1781) mit Augusta Friederika Freiin von Hagen * vor 1750, † 1784 |
| | | | | | |  |  |  |  | | | | | | |
| Heinrich Erdmann Siegmund von Pflugk * 9. November 1769 in Dresden                                                                        | Heinrich Erdmann Siegmund von Pflugk * 9. November 1769 in Dresden                                                                        | Heinrich Erdmann Siegmund von Pflugk * 9. November 1769 in Dresden                                                                        | Heinrich Erdmann Siegmund von Pflugk * 9. November 1769 in Dresden                                                                        | Heinrich Erdmann Siegmund von Pflugk * 9. November 1769 in Dresden                                                                        | Heinrich Erdmann Siegmund von Pflugk * 9. November 1769 in Dresden                                                                        |  |  |  |  | ⚭ 10. Januar 1800 in Dresden mit Wilhelmine Amalia Knappe von Knappstedt * ca. 1775 in Dresden | ⚭ 10. Januar 1800 in Dresden mit Wilhelmine Amalia Knappe von Knappstedt * ca. 1775 in Dresden | ⚭ 10. Januar 1800 in Dresden mit Wilhelmine Amalia Knappe von Knappstedt * ca. 1775 in Dresden | ⚭ 10. Januar 1800 in Dresden mit Wilhelmine Amalia Knappe von Knappstedt * ca. 1775 in Dresden | ⚭ 10. Januar 1800 in Dresden mit Wilhelmine Amalia Knappe von Knappstedt * ca. 1775 in Dresden | ⚭ 10. Januar 1800 in Dresden mit Wilhelmine Amalia Knappe von Knappstedt * ca. 1775 in Dresden |
| Heinrich Erdmann Siegmund von Pflugk * 9. November 1769 in Dresden                                                                        | Heinrich Erdmann Siegmund von Pflugk * 9. November 1769 in Dresden                                                                        | Heinrich Erdmann Siegmund von Pflugk * 9. November 1769 in Dresden                                                                        | Heinrich Erdmann Siegmund von Pflugk * 9. November 1769 in Dresden                                                                        | Heinrich Erdmann Siegmund von Pflugk * 9. November 1769 in Dresden                                                                        | Heinrich Erdmann Siegmund von Pflugk * 9. November 1769 in Dresden                                                                        |  |  |  |  | ⚭ 10. Januar 1800 in Dresden mit Wilhelmine Amalia Knappe von Knappstedt * ca. 1775 in Dresden | ⚭ 10. Januar 1800 in Dresden mit Wilhelmine Amalia Knappe von Knappstedt * ca. 1775 in Dresden | ⚭ 10. Januar 1800 in Dresden mit Wilhelmine Amalia Knappe von Knappstedt * ca. 1775 in Dresden | ⚭ 10. Januar 1800 in Dresden mit Wilhelmine Amalia Knappe von Knappstedt * ca. 1775 in Dresden | ⚭ 10. Januar 1800 in Dresden mit Wilhelmine Amalia Knappe von Knappstedt * ca. 1775 in Dresden | ⚭ 10. Januar 1800 in Dresden mit Wilhelmine Amalia Knappe von Knappstedt * ca. 1775 in Dresden |
| | | | | | |  |  |  |  | | | | | | |
| Ludwig Ferdinand von Pflugk * 23. Juli 1809 in Dresden, † 1. Oktober 1869 ebenda, Königlich-Sächsischer Geheimer Regierungsrat in Dresden | Ludwig Ferdinand von Pflugk * 23. Juli 1809 in Dresden, † 1. Oktober 1869 ebenda, Königlich-Sächsischer Geheimer Regierungsrat in Dresden | Ludwig Ferdinand von Pflugk * 23. Juli 1809 in Dresden, † 1. Oktober 1869 ebenda, Königlich-Sächsischer Geheimer Regierungsrat in Dresden | Ludwig Ferdinand von Pflugk * 23. Juli 1809 in Dresden, † 1. Oktober 1869 ebenda, Königlich-Sächsischer Geheimer Regierungsrat in Dresden | Ludwig Ferdinand von Pflugk * 23. Juli 1809 in Dresden, † 1. Oktober 1869 ebenda, Königlich-Sächsischer Geheimer Regierungsrat in Dresden | Ludwig Ferdinand von Pflugk * 23. Juli 1809 in Dresden, † 1. Oktober 1869 ebenda, Königlich-Sächsischer Geheimer Regierungsrat in Dresden |  |  |  |  | ⚭ 30. Oktober 1869 in Dresden mit Marie Therese Eleonore Michalesi * 6. Mai 1831 in Bernburg an der Saale, † 11. Oktober 1913 in Dresden, Tochter von Wenzel Michalesi, Sänger, und Josepha Veronica Stepomucena Scheu, Sängerin | ⚭ 30. Oktober 1869 in Dresden mit Marie Therese Eleonore Michalesi * 6. Mai 1831 in Bernburg an der Saale, † 11. Oktober 1913 in Dresden, Tochter von Wenzel Michalesi, Sänger, und Josepha Veronica Stepomucena Scheu, Sängerin | ⚭ 30. Oktober 1869 in Dresden mit Marie Therese Eleonore Michalesi * 6. Mai 1831 in Bernburg an der Saale, † 11. Oktober 1913 in Dresden, Tochter von Wenzel Michalesi, Sänger, und Josepha Veronica Stepomucena Scheu, Sängerin | ⚭ 30. Oktober 1869 in Dresden mit Marie Therese Eleonore Michalesi * 6. Mai 1831 in Bernburg an der Saale, † 11. Oktober 1913 in Dresden, Tochter von Wenzel Michalesi, Sänger, und Josepha Veronica Stepomucena Scheu, Sängerin | ⚭ 30. Oktober 1869 in Dresden mit Marie Therese Eleonore Michalesi * 6. Mai 1831 in Bernburg an der Saale, † 11. Oktober 1913 in Dresden, Tochter von Wenzel Michalesi, Sänger, und Josepha Veronica Stepomucena Scheu, Sängerin | ⚭ 30. Oktober 1869 in Dresden mit Marie Therese Eleonore Michalesi * 6. Mai 1831 in Bernburg an der Saale, † 11. Oktober 1913 in Dresden, Tochter von Wenzel Michalesi, Sänger, und Josepha Veronica Stepomucena Scheu, Sängerin |
| Ludwig Ferdinand von Pflugk * 23. Juli 1809 in Dresden, † 1. Oktober 1869 ebenda, Königlich-Sächsischer Geheimer Regierungsrat in Dresden | Ludwig Ferdinand von Pflugk * 23. Juli 1809 in Dresden, † 1. Oktober 1869 ebenda, Königlich-Sächsischer Geheimer Regierungsrat in Dresden | Ludwig Ferdinand von Pflugk * 23. Juli 1809 in Dresden, † 1. Oktober 1869 ebenda, Königlich-Sächsischer Geheimer Regierungsrat in Dresden | Ludwig Ferdinand von Pflugk * 23. Juli 1809 in Dresden, † 1. Oktober 1869 ebenda, Königlich-Sächsischer Geheimer Regierungsrat in Dresden | Ludwig Ferdinand von Pflugk * 23. Juli 1809 in Dresden, † 1. Oktober 1869 ebenda, Königlich-Sächsischer Geheimer Regierungsrat in Dresden | Ludwig Ferdinand von Pflugk * 23. Juli 1809 in Dresden, † 1. Oktober 1869 ebenda, Königlich-Sächsischer Geheimer Regierungsrat in Dresden |  |  |  |  | ⚭ 30. Oktober 1869 in Dresden mit Marie Therese Eleonore Michalesi * 6. Mai 1831 in Bernburg an der Saale, † 11. Oktober 1913 in Dresden, Tochter von Wenzel Michalesi, Sänger, und Josepha Veronica Stepomucena Scheu, Sängerin | ⚭ 30. Oktober 1869 in Dresden mit Marie Therese Eleonore Michalesi * 6. Mai 1831 in Bernburg an der Saale, † 11. Oktober 1913 in Dresden, Tochter von Wenzel Michalesi, Sänger, und Josepha Veronica Stepomucena Scheu, Sängerin | ⚭ 30. Oktober 1869 in Dresden mit Marie Therese Eleonore Michalesi * 6. Mai 1831 in Bernburg an der Saale, † 11. Oktober 1913 in Dresden, Tochter von Wenzel Michalesi, Sänger, und Josepha Veronica Stepomucena Scheu, Sängerin | ⚭ 30. Oktober 1869 in Dresden mit Marie Therese Eleonore Michalesi * 6. Mai 1831 in Bernburg an der Saale, † 11. Oktober 1913 in Dresden, Tochter von Wenzel Michalesi, Sänger, und Josepha Veronica Stepomucena Scheu, Sängerin | ⚭ 30. Oktober 1869 in Dresden mit Marie Therese Eleonore Michalesi * 6. Mai 1831 in Bernburg an der Saale, † 11. Oktober 1913 in Dresden, Tochter von Wenzel Michalesi, Sänger, und Josepha Veronica Stepomucena Scheu, Sängerin | ⚭ 30. Oktober 1869 in Dresden mit Marie Therese Eleonore Michalesi * 6. Mai 1831 in Bernburg an der Saale, † 11. Oktober 1913 in Dresden, Tochter von Wenzel Michalesi, Sänger, und Josepha Veronica Stepomucena Scheu, Sängerin |
| | | | | | |  |  |  |  | | | | | | |
| Albert Otto von Pflugk * 9. August 1866 in Dresden, † 28. April 1946 ebenda, Prof. Dr. der Medizin                                        | Albert Otto von Pflugk * 9. August 1866 in Dresden, † 28. April 1946 ebenda, Prof. Dr. der Medizin                                        | Albert Otto von Pflugk * 9. August 1866 in Dresden, † 28. April 1946 ebenda, Prof. Dr. der Medizin                                        | Albert Otto von Pflugk * 9. August 1866 in Dresden, † 28. April 1946 ebenda, Prof. Dr. der Medizin                                        | Albert Otto von Pflugk * 9. August 1866 in Dresden, † 28. April 1946 ebenda, Prof. Dr. der Medizin                                        | Albert Otto von Pflugk * 9. August 1866 in Dresden, † 28. April 1946 ebenda, Prof. Dr. der Medizin                                        |  |  |  |  | ⚭ 3. Januar 1896 in Dresden mit Ida Ottilie Margarethe Hippe * 25. Dezember 1871, Tochter von Carl August Hippe, Advocat und Notar                                                                                               | ⚭ 3. Januar 1896 in Dresden mit Ida Ottilie Margarethe Hippe * 25. Dezember 1871, Tochter von Carl August Hippe, Advocat und Notar                                                                                               | ⚭ 3. Januar 1896 in Dresden mit Ida Ottilie Margarethe Hippe * 25. Dezember 1871, Tochter von Carl August Hippe, Advocat und Notar                                                                                               | ⚭ 3. Januar 1896 in Dresden mit Ida Ottilie Margarethe Hippe * 25. Dezember 1871, Tochter von Carl August Hippe, Advocat und Notar                                                                                               | ⚭ 3. Januar 1896 in Dresden mit Ida Ottilie Margarethe Hippe * 25. Dezember 1871, Tochter von Carl August Hippe, Advocat und Notar                                                                                               | ⚭ 3. Januar 1896 in Dresden mit Ida Ottilie Margarethe Hippe * 25. Dezember 1871, Tochter von Carl August Hippe, Advocat und Notar                                                                                               |
| Albert Otto von Pflugk * 9. August 1866 in Dresden, † 28. April 1946 ebenda, Prof. Dr. der Medizin                                        | Albert Otto von Pflugk * 9. August 1866 in Dresden, † 28. April 1946 ebenda, Prof. Dr. der Medizin                                        | Albert Otto von Pflugk * 9. August 1866 in Dresden, † 28. April 1946 ebenda, Prof. Dr. der Medizin                                        | Albert Otto von Pflugk * 9. August 1866 in Dresden, † 28. April 1946 ebenda, Prof. Dr. der Medizin                                        | Albert Otto von Pflugk * 9. August 1866 in Dresden, † 28. April 1946 ebenda, Prof. Dr. der Medizin                                        | Albert Otto von Pflugk * 9. August 1866 in Dresden, † 28. April 1946 ebenda, Prof. Dr. der Medizin                                        |  |  |  |  | ⚭ 3. Januar 1896 in Dresden mit Ida Ottilie Margarethe Hippe * 25. Dezember 1871, Tochter von Carl August Hippe, Advocat und Notar                                                                                               | ⚭ 3. Januar 1896 in Dresden mit Ida Ottilie Margarethe Hippe * 25. Dezember 1871, Tochter von Carl August Hippe, Advocat und Notar                                                                                               | ⚭ 3. Januar 1896 in Dresden mit Ida Ottilie Margarethe Hippe * 25. Dezember 1871, Tochter von Carl August Hippe, Advocat und Notar                                                                                               | ⚭ 3. Januar 1896 in Dresden mit Ida Ottilie Margarethe Hippe * 25. Dezember 1871, Tochter von Carl August Hippe, Advocat und Notar                                                                                               | ⚭ 3. Januar 1896 in Dresden mit Ida Ottilie Margarethe Hippe * 25. Dezember 1871, Tochter von Carl August Hippe, Advocat und Notar                                                                                               | ⚭ 3. Januar 1896 in Dresden mit Ida Ottilie Margarethe Hippe * 25. Dezember 1871, Tochter von Carl August Hippe, Advocat und Notar                                                                                               |

## Trivia
Victor Klemperer erwähnt Pflugk in seinem Tagebuch von 1938.
Klemperer und seine Frau Eva besuchten den Augenarzt am 7. April 1938:

„Am Donnerstag ließen wir vom alten Prof. von Pflugk unsere Brillen nachprüfen ...
Pflugk warf einen Blick ins leere Wartezimmer, fasste uns beide an je einem Arm, bückte sich zu uns herab und flüsterte, ehe noch von etwas anderem die Rede war:
Es war ein Patient hier, der gestern bei Goebbels war. (Rede von Goebbels am 6. April 1938 in Dresden)
Mitten in der Totenstille des Zuhörens schrie einer:
Wisst ihr, was ihr seid? Schurken seid ihr, alle seid ihr Schurken!
Dann würgten ihm zwei Leute die Kehle zu und schleppten ihn heraus.
Um Gottes willen nicht weitererzählen!“

## Schriften (Auswahl)
- Die Linsenform in der Wirbeltierreihe (1910)
- Farbige, insbesondere grüne Gläser als Augenschutz, Berlin: S. Karger, 1929
- Brillenmünzen und Brillenmedaillen, Halle a. S.: A. Riechmann & Co., 1921 in Albrecht von Graefes Archiv für Ophtalmologie. Bd. 105 (Festschrift für Ernst Fuchs, Wien)
- Beiträge zur Geschichte der Augenheilkunde in Sachsen nach einem Vortrag im Kgl. Sächs. Altertumsverein, 1913
- Über die Akkommodation des Auges der Taube nebst Bemerkungen über die Akkommodation des Affen, Wiesbaden Bergmann, 1906
- Ueber die Vorbereitung des Lidrandes und der Cilien für Bulbusoperationen (1902)